# Petersburger Novellen
Die Petersburger Novellen (russisch Петербургские повести) sind ein Werk des russischen Dichters Nikolai Wassiljewitsch Gogol.
Gogol hat seine Petersburger Novellen 1835 in den „Arabesken“ (Арабески) zusammengefasst. 
Dies waren zunächst die Erzählungen „Der Newski-Prospekt“ (Невский проспект), „Das Porträt“ (Портрет) und „Aufzeichnungen eines Wahnsinnigen“ (Записки сумасшедшего). Später kamen die Erzählungen „Die Nase“ (Нос) [1836] und „Der Mantel“ (Шинель) [1842] dazu.
Die Petersburger Erzählungen sind Werke des reiferen Gogol, der sich von der „Exotik des russischen Südens“ [Zelinsky] abgewendet hat. Aber auch hier wirken dämonische Kräfte und geschehen phantastische Dinge. Auch hier gilt sein Credo, dass alles eigentlich nur Lug und Trug ist und die Welt nichts als Schein ist, nur Maske und Fassade. In ihnen wird deutlich, wie Gogol die Welt sah. Eine besondere Rolle spielt der Teufel, der schuld daran ist, dass die Dinge nicht als das erscheinen, was sie wirklich sind. Der Teufel ist als Satan oder Dämon der eigentliche Lenker des erlebten Spiels. Der Mensch kann gar nicht für alles Übel verantwortlich sein, denn er wird ständig von den Dingen getäuscht.
Im Gegensatz zu den „Abenden auf dem Weiler bei Dikanka“ erscheint der Teufel in den Petersburger Novellen nicht mehr personalisiert. Der Teufel ist für Gogol das Unheimliche, das den Menschen bedrängt, das, was man nicht erklären kann, was aber Angst macht und den Menschen in Gefahr bringt.